# ريتشارد هيو
ريتشارد هيو (28 مايو 1908 في المكسيك - 1 أبريل 1966 في المملكة المتحدة) (بالإنجليزية: Richard Vaughan)‏ هو لاعب كريكت بريطاني. لعب مع Berkshire County Cricket Club ‏ وWiltshire County Cricket Club ‏ ونادي جامعة كامبريدج للكريكيت ‏.

## وصلات خارجية
- ريتشارد هيو على موقع إي آس بي آن كريك إنفو (الإنجليزية)